# Eka Ramdani
Eka Ramdani (ur. 18 czerwca 1984 w Purwakarcie) – piłkarz indonezyjski grający na pozycji pomocnika.

## Kariera klubowa
Karierę piłkarską Ramdani rozpoczął w klubie Persib Bandung. W jego barwach zadebiutował w 2002 roku w indonezyjskiej pierwszej lidze. W 2003 roku przeszedł do Sriwijaya FC, zwanego wówczas Persijatim Sriwijaya. Tam grał przez dwa sezony i w 2005 roku wrócił do Persibu Bandung, w którym grał do 2011 roku. Następnie grał w Persisam Putra Samarinda oraz Pelita Bandung Raya. W 2013 przeszedł do klubu Semen Padang.

## Kariera reprezentacyjna
W reprezentacji Indonezji Ramdani zadebiutował w 2006 roku. W 2007 roku został powołany przez selekcjonera Iwana Kolewa do kadry na Puchar Azji 2007. Na tym turnieju rozegrał 2 spotkania: z Bahrajnem (2:1) i z Arabią Saudyjską (1:2).